# ジョーダン・ジマーマン
ジョーダン・M・ジマーマン（Jordan M. Zimmermann, 1986年5月23日 - ）は、アメリカ合衆国ウィスコンシン州ウッド郡オーバーンデール出身の元プロ野球選手（投手）。右投右打。

## 経歴

### プロ入りとナショナルズ時代
2007年6月のMLBドラフト2巡目(全体67位)でワシントン・ナショナルズから指名を受け、プロ入り。
2008年にはA+級ポトマック・ナショナルズとAA級ハリスバーグ・セネターズで10勝3敗・防御率2.89を記録。7月にはイースタンリーグのオールスターに選出され、オフには「ベースボール・アメリカ」誌の有望株ランキングにおいて、球団内トップ、マイナー全体では41位の評価を受けた。
2009年はAAA級シラキュース・チーフスからスタート。4月20日のアトランタ・ブレーブス戦でメジャー初登板し、6回2失点で初勝利を挙げた。続くニューヨーク・メッツ戦でも勝利投手となり、ナショナルズの投手としてはエクスポズ時代の1988年にランディ・ジョンソンが記録して以来の初先発からの2連勝となった。奇しくも、ジョンソンが通算300勝を達成した6月4日のサンフランシスコ・ジャイアンツ戦では敗戦投手になっている。新人ながらイニング数を上回る三振を奪うなど、全球団で最低勝率のナショナルズで奮闘を続けていたが、7月に右肘に痛みを訴え、翌8月にトミー・ジョン手術を受け、シーズンを終えた。その後数年間はドラフト同期で1巡目で入団し、同じく新人資格を持つロス・デトワイラーと共に活躍した。
当初は万全な状態に戻るまで18ヶ月を要すると見られていたが、手術から約12ヶ月後の2010年8月26日にメジャー復帰を果たした。

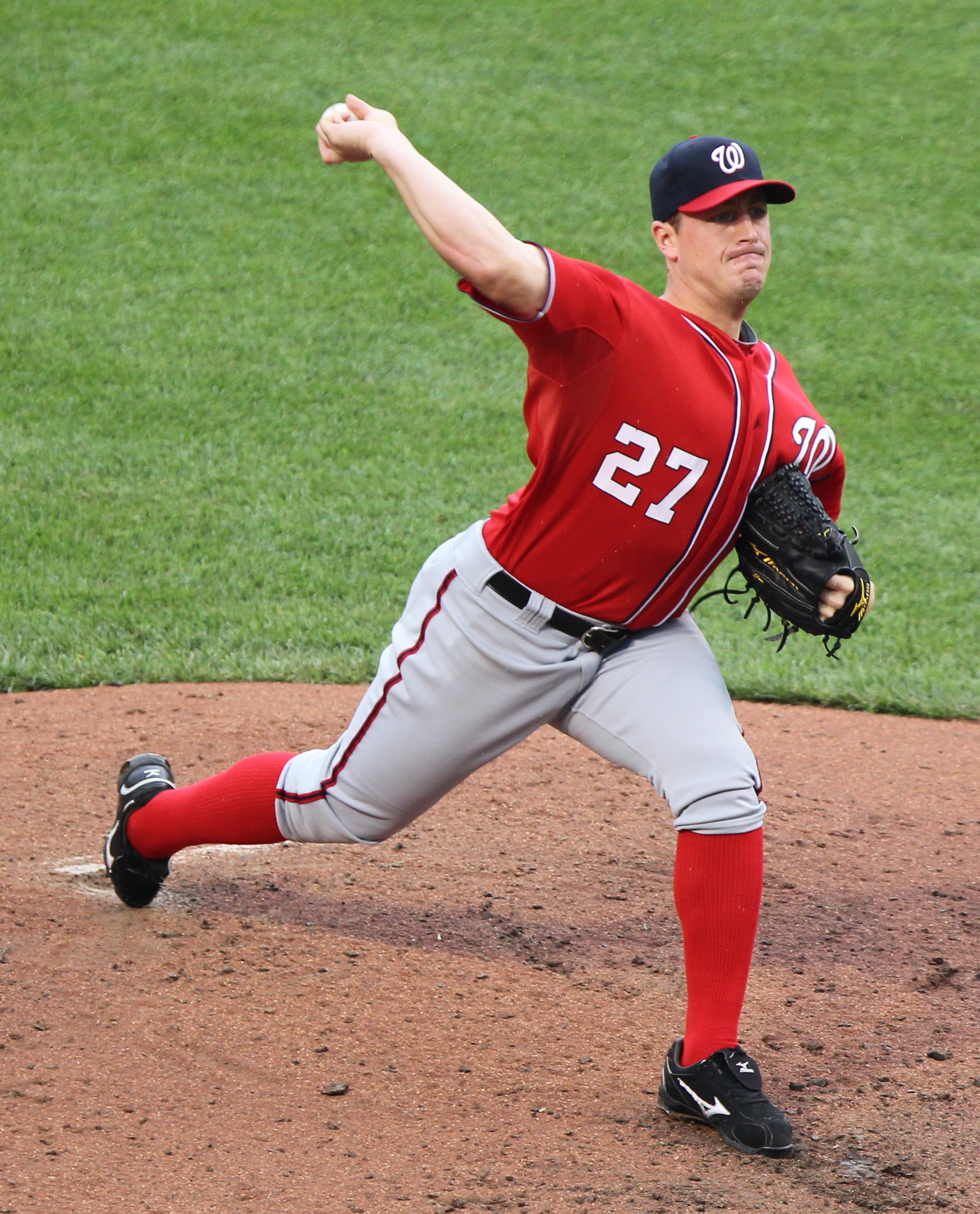
ワシントン・ナショナルズ時代(2011年)

2011年5月6日のフロリダ・マーリンズ戦では、2回裏に対戦した3人の打者からMLB史上42人目の三者連続三球三振を達成。この年は球団から160イニング前後という投球制限を課されていたため、8月28日の登板を最後にシーズンを終えた。最終的に、ナショナルズがスケジュールの都合で1試合未消化のままシーズンを終了したため、ギリギリで規定投球回数に到達。防御率3.18はチームトップの成績だった。
2012年は開幕から先発ローテーションに入り、前半戦は勝ち運に見放されたものの、防御率2.61という好成績を記録。後半戦は、やや失速したが、それでもナショナルリーグ7位となる防御率2.94を記録。12勝で前年からさらに飛躍した。しかしながら、ポストシーズンでは先発とリリーフで1試合ずつに投げ、防御率11.25と炎上した。
2013年は開幕からの10試合で8勝2敗・防御率1.71と好調だった。その後も勝ち星を積み上げ、前半戦だけで前年と同等の12勝を挙げてオールスターゲームに選出された。後半戦も安定した投球を続け、最終的にはリーグトップタイの2つの完封勝利を含む19勝を記録。セントルイス・カージナルスのエースであるアダム・ウェインライトと共に最多勝のタイトルを獲得した。シーズン終了後のサイ・ヤング賞投票で7位だった。
2014年はシーズン開幕前の1月17日にナショナルズと2年総額2400万ドルの契約に合意した。この年は、前年とは逆にチームがプレーオフ争いする後半戦に加速し、8月と9月の2ヵ月で8勝無敗という投球を披露。シーズン最終戦の9月28日のマーリンズ戦では1四球・1振り逃げ・10奪三振・104球の好投で、ワシントンD.C.への移転後の球団初となるノーヒットノーランも達成。自身2度目となるポストシーズンでは、ジャイアンツ相手に8.2イニングを1失点に抑える好投で、かつてのリベンジを果たした。レギュラーシーズンでは、3年連続2桁勝利となる14勝を挙げたほか、防御率2.66はリーグ7位、奪三振182は自己記録という素晴らしい内容だった。サイ・ヤング賞の投票では5位だった。
2015年は先発ローテーションを守って33試合に投げ、4年連続2桁勝利を挙げたが、防御率3.66は、ここ5シーズンでワーストだった。オフの11月2日にFAとなった。

### タイガース時代
2015年11月30日にデトロイト・タイガースと5年総額1億1000万ドルの契約を結んだ。トミー・ジョン手術を経験した選手が、1億ドル以上の契約をするのは史上初のことだった。このオフのタイガースには外野手のジャスティン・アップトンも6年1億3275万ドルの大型契約で加入した。
2016年は4月を5試合で5連勝、防御率0.55を記録し、ピッチャー・オブ・ザ・マンスに選出された。しかし、徐々に調子を落とし始めると7月4日に首痛で故障者リスト入りし、復帰は9月10日となった。最終的には19試合の登板で、防御率4.87・9勝7敗に終わった。
2017年5月23日のヒューストン・アストロズ戦で通算1000奪三振に到達した。最終的に29試合に先発したが、6月以外の全ての月で防御率6点以上を記録し、8勝13敗、防御率6.08に終わった。
2018年は自身初めて開幕投手を務めた。4月11日のクリーブランド・インディアンス戦ではジェイソン・キプニスの打球が顔に直撃して救急搬送されたが、予定通りに次の登板に上がった。5月6日に肩の張りで故障者リスト入りし、6月16日に復帰。最終成績は29先発で7勝8敗・防御率4.52だった。オフに体幹の筋肉を修復する手術を受けた。
2019年は2年連続2度目の開幕投手を務めた。4月26日に右肘内側側副靭帯を痛めて故障者リスト入りすると、2ヶ月ほど離脱した。最終成績は23試合の先発登板で1勝13敗、防御率6.91に終わり、20先発以上で2勝未満の先発投手は球団史上初だった。
2020年は3試合に登板したが、勝敗はつかなかった。オフの11月1日にFAとなった。

### ブルワーズ時代
2021年2月9日にミルウォーキー・ブルワーズとマイナー契約を結び、スプリングトレーニングに招待選手として参加することになった。開幕ロースター入りが叶わず、4月29日に球団に現役引退する意向を伝えたが、投手陣に怪我人が続出していたこともあり逆にメジャー契約を打診され、引退を撤回。同日にアクティブ・ロースター入りした。その後2試合に登板した後、5月11日に再び現役引退を表明した。

## 選手としての特徴
- 主な球種はフォーシーム、ツーシーム、スライダー、カーブ、チェンジアップ。投球全体の約60％をフォーシーム、約20％をスライダー、約15％をカーブが占め、ツーシームとチェンジアップは合わせて約1～2％程度の割合でしか投げない[28]。

## 人物
- 愛称は「JZ」[29]。
- デビュー当時には、「（チームメイトであった）ライアン・ジマーマン（Ryan Zimmerman）の弟なのかとよく尋ねられた」とのこと。実際には血縁関係はなく、綴りも異なる。なお、本項の投手とは別に1999年にシアトル・マリナーズにジョーダン・ジマーマン (1975年生の投手)（英語版） (Zimmerman)という投手が在籍した[30]。

## 詳細情報

### 年度別投手成績
| 年 度     | 球 団     | 登 板 | 先 発 | 完 投 | 完 封 | 無 四 球 | 勝 利 | 敗 戦 | セ 丨 ブ | ホ 丨 ル ド | 勝 率 | 打 者 | 投 球 回 | 被 安 打 | 被 本 塁 打 | 与 四 球 | 敬 遠 | 与 死 球 | 奪 三 振 | 暴 投 | ボ 丨 ク | 失 点 | 自 責 点 | 防 御 率 | W H I P |
| --------- | --------- | ----- | ----- | ----- | ----- | -------- | ----- | ----- | -------- | ----------- | ----- | ----- | -------- | -------- | ----------- | -------- | ----- | -------- | -------- | ----- | -------- | ----- | -------- | -------- | ------- |
| 2009      | WSH       | 16    | 16    | 0     | 0     | 0        | 3     | 5     | 0        | 0           | .375  | 391   | 91.1     | 95       | 10          | 29       | 0     | 4        | 92       | 0     | 0        | 51    | 47       | 4.63     | 1.36    |
| 2010      | WSH       | 7     | 7     | 0     | 0     | 0        | 1     | 2     | 0        | 0           | .333  | 135   | 31.0     | 31       | 8           | 10       | 1     | 2        | 27       | 0     | 0        | 20    | 17       | 4.94     | 1.32    |
| 2011      | WSH       | 26    | 26    | 1     | 0     | 0        | 8     | 11    | 0        | 0           | .421  | 662   | 161.1    | 154      | 12          | 31       | 2     | 7        | 124      | 3     | 1        | 62    | 57       | 3.18     | 1.15    |
| 2012      | WSH       | 32    | 32    | 0     | 0     | 0        | 12    | 8     | 0        | 0           | .600  | 805   | 195.2    | 186      | 18          | 43       | 2     | 8        | 153      | 3     | 0        | 69    | 64       | 2.94     | 1.17    |
| 2013      | WSH       | 32    | 32    | 4     | 2     | 0        | 19    | 9     | 0        | 0           | .679  | 865   | 213.1    | 192      | 19          | 40       | 0     | 7        | 161      | 3     | 0        | 81    | 77       | 3.25     | 1.09    |
| 2014      | WSH       | 32    | 32    | 3     | 2     | 1        | 14    | 5     | 0        | 0           | .737  | 800   | 199.2    | 185      | 13          | 29       | 0     | 6        | 182      | 4     | 0        | 67    | 59       | 2.66     | 1.07    |
| 2015      | WSH       | 33    | 33    | 0     | 0     | 0        | 13    | 10    | 0        | 0           | .565  | 831   | 201.2    | 204      | 24          | 39       | 3     | 8        | 164      | 2     | 1        | 89    | 82       | 3.66     | 1.21    |
| 2016      | DET       | 19    | 18    | 0     | 0     | 0        | 9     | 7     | 0        | 0           | .563  | 450   | 105.1    | 118      | 14          | 26       | 0     | 2        | 66       | 3     | 0        | 63    | 57       | 4.87     | 1.37    |
| 2017      | DET       | 29    | 29    | 0     | 0     | 0        | 8     | 13    | 0        | 0           | .381  | 713   | 160.0    | 204      | 29          | 44       | 2     | 7        | 103      | 3     | 0        | 111   | 108      | 6.08     | 1.55    |
| 2018      | DET       | 25    | 25    | 0     | 0     | 0        | 7     | 8     | 0        | 0           | .467  | 556   | 131.1    | 140      | 28          | 26       | 0     | 2        | 111      | 1     | 0        | 76    | 66       | 4.52     | 1.26    |
| 2019      | DET       | 23    | 23    | 0     | 0     | 0        | 1     | 13    | 0        | 0           | .071  | 504   | 112.0    | 145      | 19          | 25       | 2     | 6        | 82       | 3     | 0        | 89    | 86       | 6.91     | 1.52    |
| 2020      | DET       | 3     | 2     | 0     | 0     | 0        | 0     | 0     | 0        | 0           | ----  | 28    | 5.2      | 11       | 0           | 2        | 0     | 0        | 6        | 0     | 0        | 6     | 5        | 7.94     | 2.29    |
| 2021      | MIL       | 2     | 0     | 0     | 0     | 0        | 0     | 0     | 0        | 0           | ----  | 26    | 5.2      | 8        | 1           | 2        | 0     | 1        | 0        | 0     | 0        | 5     | 5        | 7.94     | 1.77    |
| MLB：13年 | MLB：13年 | 279   | 275   | 8     | 4     | 1        | 95    | 91    | 0        | 0           | 0.511 | 6766  | 1614.0   | 1673     | 195         | 346      | 12    | 60       | 1271     | 25    | 2        | 789   | 730      | 4.07     | 1.25    |

- 各年度の太字はリーグ最高

### 年度別守備成績
| 年 度 | 球 団 | 投手（P） | 投手（P） | 投手（P） | 投手（P） | 投手（P） | 投手（P） |
| 年 度 | 球 団 | 試 合     | 刺 殺     | 補 殺     | 失 策     | 併 殺     | 守 備 率  |
| ----- | ----- | --------- | --------- | --------- | --------- | --------- | --------- |
| 2009  | WSH   | 16        | 7         | 16        | 1         | 1         | .958      |
| 2010  | WSH   | 7         | 1         | 2         | 2         | 0         | .600      |
| 2011  | WSH   | 26        | 18        | 19        | 0         | 1         | 1.000     |
| 2012  | WSH   | 32        | 12        | 28        | 2         | 2         | .952      |
| 2013  | WSH   | 32        | 12        | 28        | 2         | 1         | .952      |
| 2014  | WSH   | 32        | 13        | 19        | 1         | 0         | .970      |
| 2015  | WSH   | 33        | 16        | 29        | 2         | 1         | .957      |
| 2016  | DET   | 19        | 2         | 17        | 2         | 0         | .905      |
| 2017  | DET   | 29        | 7         | 6         | 1         | 0         | .929      |
| 2018  | DET   | 25        | 9         | 21        | 0         | 1         | 1.000     |
| 2019  | DET   | 23        | 7         | 10        | 1         | 1         | .944      |
| 2020  | DET   | 3         | 0         | 1         | 0         | 0         | 1.000     |
| 2021  | MIL   | 2         | 0         | 1         | 0         | 0         | 1.000     |
| MLB   | MLB   | 279       | 104       | 197       | 14        | 8         | .956      |

### タイトル
- 最多勝利：1回（2013年、アダム・ウェインライトとのタイ記録）

### 表彰
- ピッチャー・オブ・ザ・マンス：2回（2012年7月、2016年4月）
- プレイヤー・オブ・ザ・ウィーク：2回（2014年6月3日 - 6月9日、9月23日 - 9月29日）

### 記録
- MLBオールスターゲーム選出：2回（2013年 - 2014年）
- ノーヒットノーラン：1回（2014年9月28日）
- 三者連続三球三振：1回（2011年5月6日）
- 開幕投手：2回（2018、2019年）

### 背番号
- 27（2009年 - 2021年）